# Campylocentrus vitreipennis
Campylocentrus vitreipennis är en insektsart som beskrevs av Fowler. Campylocentrus vitreipennis ingår i släktet Campylocentrus och familjen hornstritar. Inga underarter finns listade i Catalogue of Life.